# Рододендрон прекрасный
Рододе́ндрон прекра́сный (лат. Rhododéndron concinnum) — вечнозелёный кустарник, вид подсекции Triflora, секции Rhododendron, подрода Rhododendron, рода Рододендрон (Rhododendron), семейства Вересковые (Ericaceae).
Китайское название: 秀雅杜鹃 xiu ya du juan.
Используется в качестве декоративного садового растения.

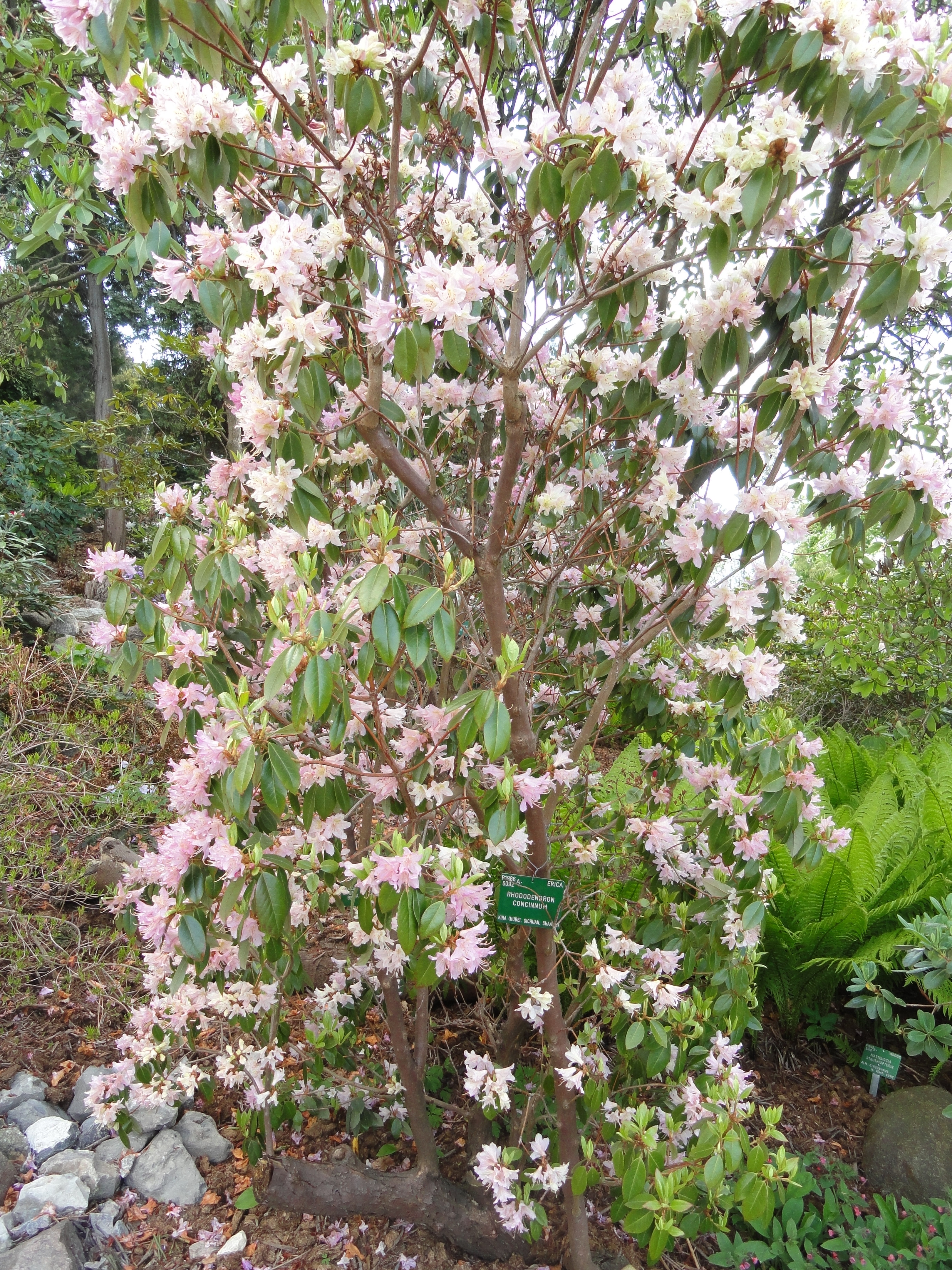
Rh. concinnum
Ботанический сад, Копенгагенский университет

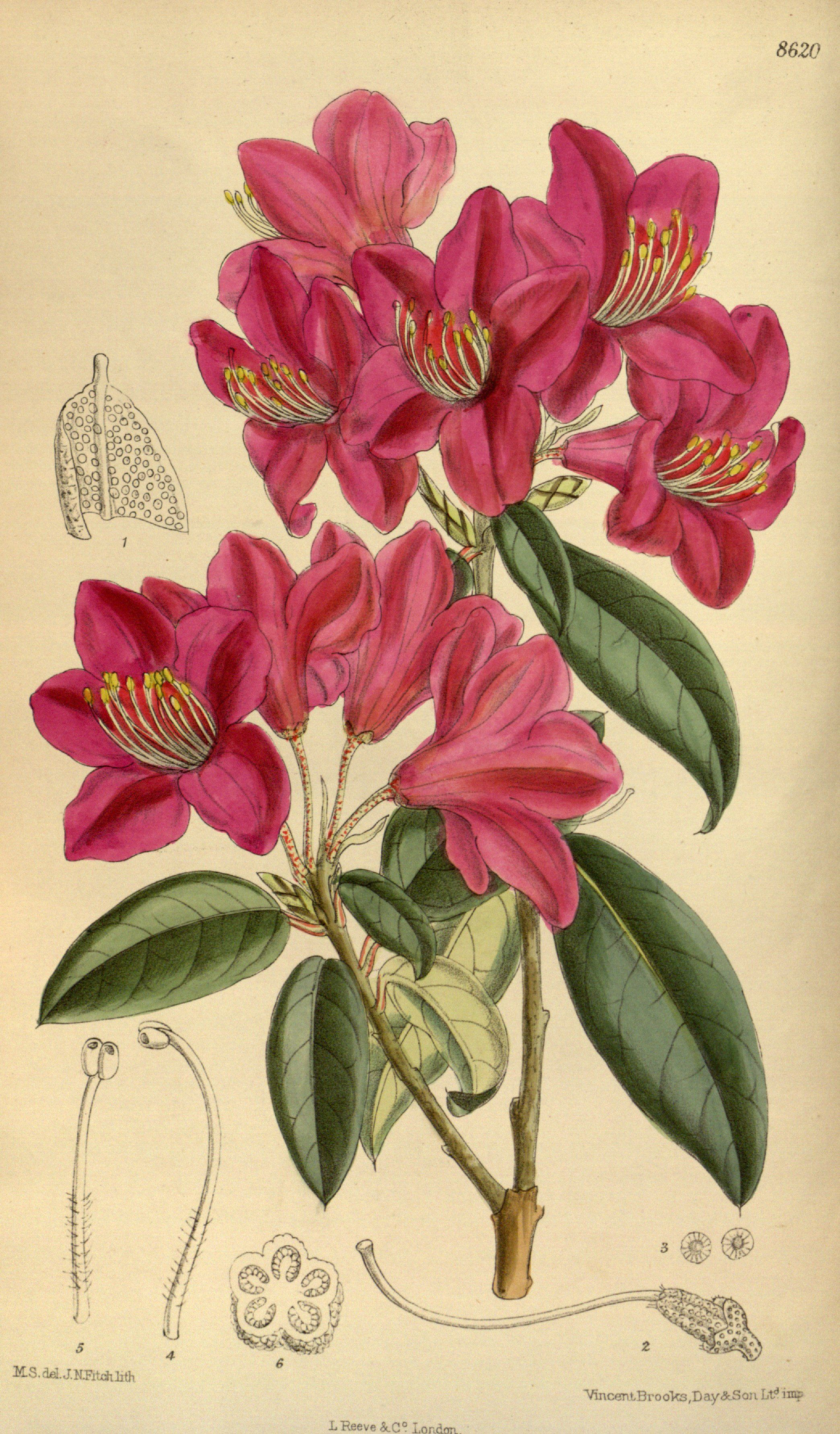
Rh. concinnum
Ботаническая иллюстрация из Curtis's Botanical Magazine, 1915 г.

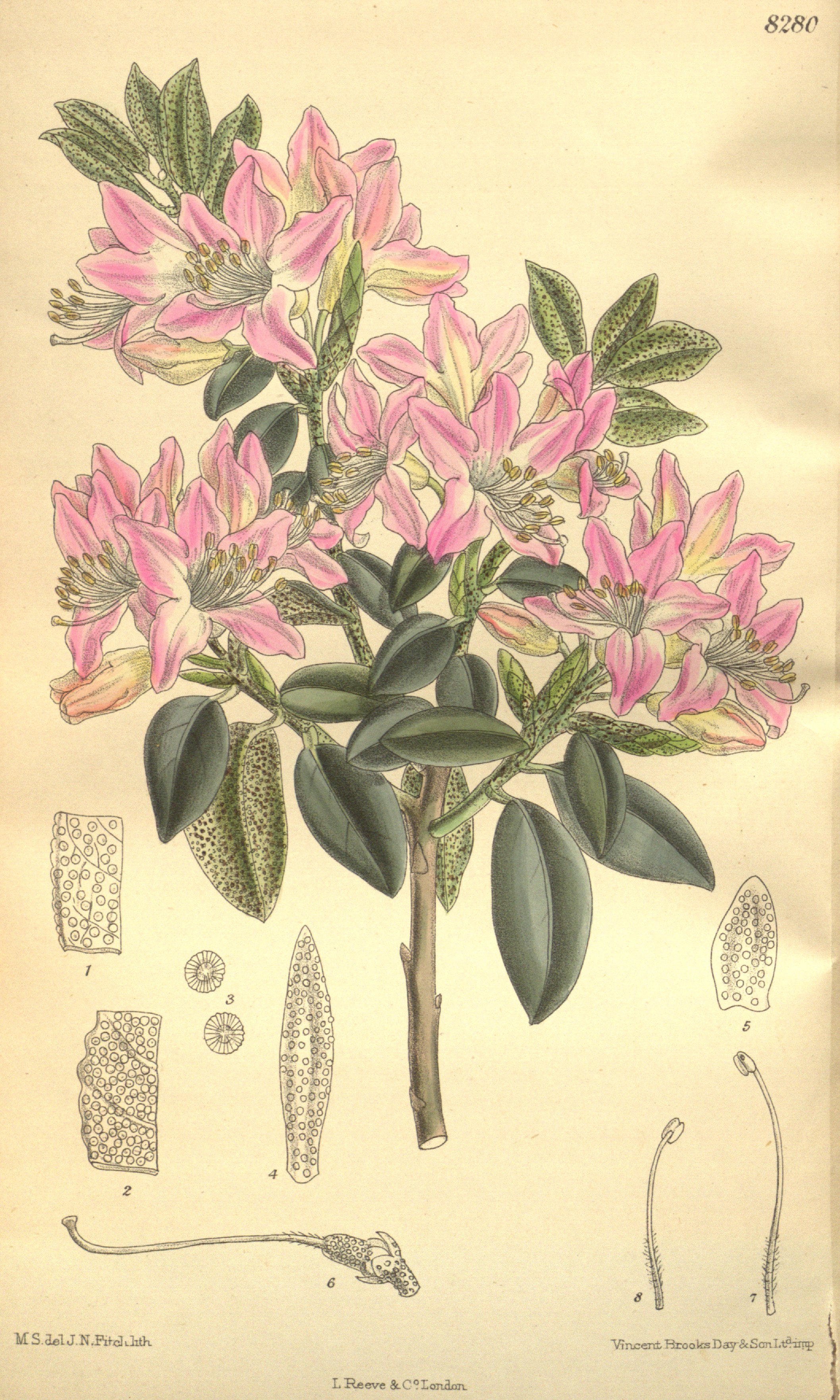
Rh. concinnum
Ботаническая иллюстрация из Curtis’s Botanical Magazine, 1909 г.

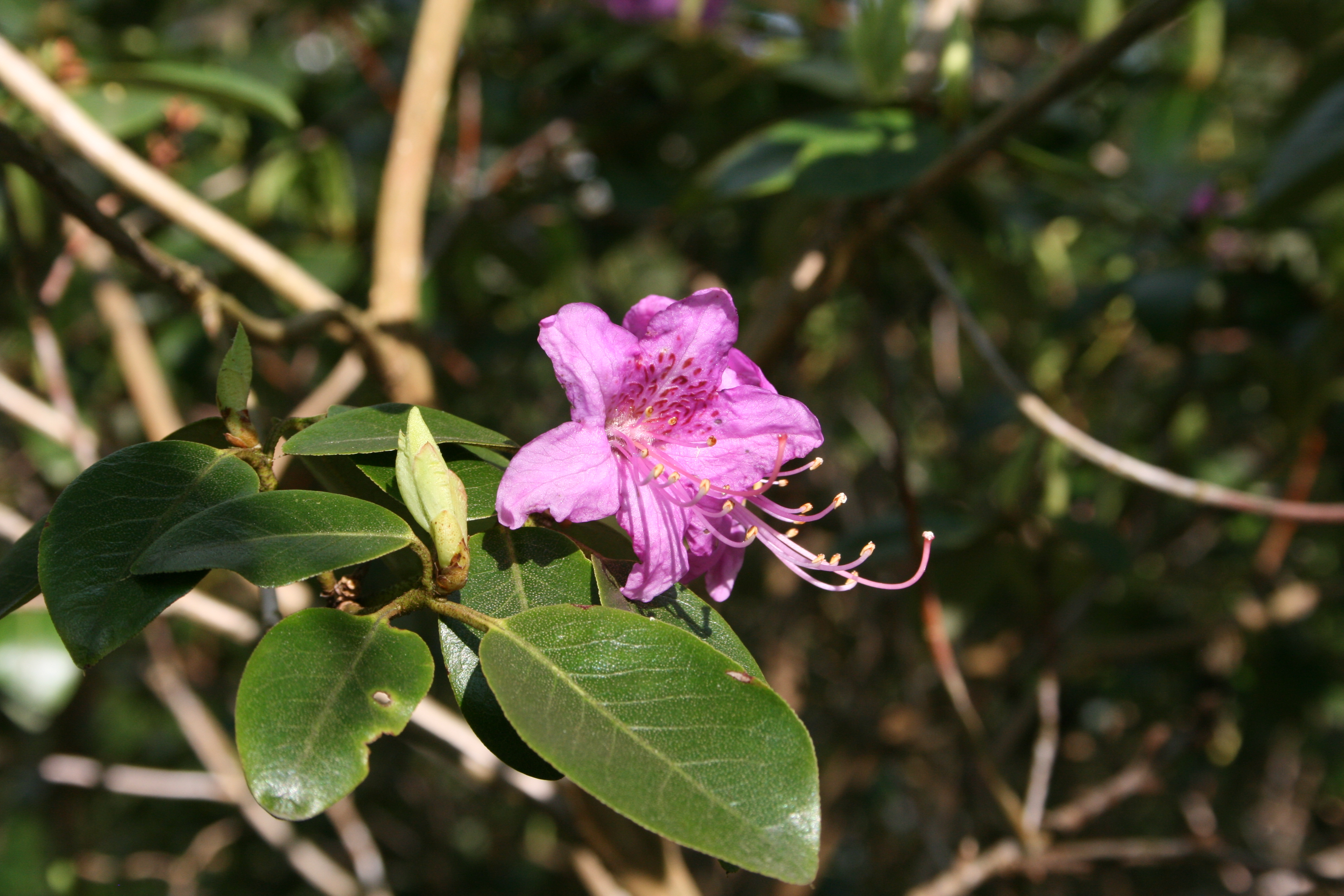
Rh. concinnum
Ботанический сад Франкфуртский университет

## Распространение и экология
Китай (Гуйчжоу, Хэнань, Хубэй, Шэньси, Сычуань, Юньнань). Пихто-рододендровые леса, заросли на склонах на высотах 2300—3000 (—3800) метров над уровнем моря.

## Ботаническое описание
Кустарник высотой (0,4—) 1,5—3 метра; молодые побеги чешуйчатые.
Черешок 5—13 мм, плотно чешуйчатый; листовые пластинки продолговатые, эллиптические, яйцевидные, продолговато-ланцетные или яйцевидно-ланцетные, 2,5—7,5 × 1,5—3,5 см.
Соцветия терминальные или субтерминальные, зонтичные, 2—5-цветковые.
Цветоножка 0,4—1,8 см, плотно чешуйчатая. Чашечка 5-раздельная, лопасти 0,8—1,5 (—6) мм, округлые, треугольные или продолговатые. Венчик широко воронковидно-колокольчатый, бледный или глубоко пурпурно-красного цвета, внутри с или без коричневатых красных пятен, 1,5—3,2 см. Тычинки не равной длины, у основания опушённые. Завязь 5-гнёздная, плотно чешуйчатая.
Цветение в апреле-июне, семена созревают в сентябре-октябре.

## В культуре
В культуре известен с 1904 года. Очень ценный для декоративного садоводства вид. Широко используется в качестве подвоя для различных сортов рододендрона Симса (тепличных азалий).
В Латвии интродуцирован в 30-х годах XX века. В климатических условиях республики культивируется только в теплицах. Встречается очень часто — в Риге, Юрмале, Тукумсе, Талсы, Елгаве, Царникаве, Саласпилсе и других местах.
Выдерживает понижения температуры до −21 °С, −18… −24 °С.